# جورج غوندرسن
جورج غوندرسن هو مصارع رياضي دنماركي، ولد في 28 مارس 1897 في آلبورغ في الدنمارك، وتوفي في 31 ديسمبر 1970.

## وصلات خارجية
- جورج غوندرسن على موقع أوليمبيديا (الإنجليزية)